# Velik Kapsazov
Velik Kapsazov (în bulgară Велик Капсъзов; n. 15 aprilie 1935, Asenovgrad, Regatul Bulgariei – d. 27 martie 2017, Sofia, Bulgaria) a fost un gimnast artistic ce a reprezentat Bulgaria, medaliat olimpic. A participat la 3 ediții ale Jocurilor Olimpice (1956, 1960, 1964) în care a câștigat o medalie de bronz.